# Lauterborn-Moulin
Lauterborn-Moulin (lb. Lauterbuerer Millen) – mała miejscowość (lieu-dit) we wschodnim Luksemburgu, w kantonie Echternach, w gminie Echternach. Do 3 października 2015 gmina leżała w dystrykcie Grevenmacher. 